# Agostinho Alves Ramos
Agostinho Alves Ramos (* in Portugal; † 16. Juni 1853 in  Itajaí) war ein portugiesisch-brasilianischer Politiker.
Alves Ramos wurde in Portugal geboren und übersiedelte später nach Brasilien, wo er anfangs in Rio Grande do Sul, dann in Desterro, der Hauptstadt von Santa Catarina lebte.
Er war von 1835 bis 1837 Mitglied in der ersten Assembléia Legislativa Provincial de Santa Catarina. Ein zweites Mal gehörte er dem Parlament von 1850 bis 1851 an.
Per Dekret vom 3. November 1845 wurde er zum Ritter des Imperial Ordem de Cristo ernannt.